# Принцип мікроскопічної оборотності
Принцип мікроскопічної оборотності (рос. принцип микроскопической обратимости, англ. principle of microscopic reversibility) — у оборотній реакції детальний механізм перетворень у прямому напрямі є абсолютно оберненим до механізму зворотного напряму. Цей принцип є незастосовним до фотохімічних реакцій. Для системи в термодинамічній рівновазі не лише загальне число молекул, що залишають даний квантовий стан в одиницю часу є рівним числу, що прибувають у цей стан в одиницю часу, але й число тих, що залишають певним шляхом буде рівним числу, що прибувають тим же шляхом. Принцип
широко використовується для аналізу механізму реакцій, зокрема реакцій заміщення. Так у випадку SN2 реакцій при тетрагональному центрі, що вимагає утворення тригонального біпірамідального перехідного стану (або інтермедіату) принцип формулюється так: якщо молекулярна частинка реактанту входить у тригональну біпіраміду в апікальній позиції, то інша частинка має залишити тригональну біпіраміду саме з апікальної позиції.